# ニコ・デンツ
ニコ・デンツ（Nico Denz, 1994年2月15日 - ）は、ドイツ、ヴァルツフート＝ティーンゲン出身の自転車競技（ロードレース）選手。ボーラ＝ハンスグローエに所属。

## 来歴
2006年の春に地元のクラブチーム、VBC・ヴァルツフート＝ティンゲンでライセンスを取得し自転車競技を始める。
2010年にドイツ選手権ロードレースのU17部門で2位になる。翌年、ドイツ選手権ロードレースのジュニア部門で3位、タイムトライアルでも4位に入る。ジュニアのドイツナショナルチームメンバーにも選出され、ネイションズカップのトロフェオ・カールスベルクのタイムトライアルでは6位に入った。
2013年、現在所属するAG2R・ラ・モンディアルの下部育成チームであるシャンベリー・シクリズムフォーメーションに加入。翌年、トレーニーとしてAG2R・ラ・モンディアルに加入。
2015年8月、AG2R・ラ・モンディアルに正式に加入。
2020年、チーム・サンウェブに移籍。

## 主な成績
- 2010年
  - ドイツ選手権 ロードレース U17 2位

- 2011年
  - ドイツ選手権 ロードレース ジュニア 3位
  - ドイツ選手権 個人タイムトライアル ジュニア 4位

- 2014年
  - トロフィー・デ・シャンピオン 優勝

- 2015年
  - ドイツ選手権 ロードレース U23 3位
  - ドイツ選手権 個人タイムトライアル ジュニア 7位
  - ツール・デ・ペイ・ド・サヴォワ 総合7位
  - ベルナー・ルントファート 8位

- 2016年
  - ショレ＝ペイ・ド・ロワール 4位

- 2017年
  -  エトワール・ド・ベセージュ 山岳賞

- 2018年
  - ル・サミン 8位

- 2020年
  - オコロ・スロベンスカ（英語版） 区間優勝（第2ステージ）

- 2022年
  - ツール・ド・スイス 区間優勝（第6ステージ）

- 2023年
  - ジロ・デ・イタリア 区間2勝（第12, 14ステージ）
  - ツアー・オブ・ターキー 区間優勝（第5ステージ）

- 2025年
  - ジロ・デ・イタリア 区間優勝（第18ステージ）

## 脚註
1. ↑  “Nico Denz”. Pro Cycling Stats. 2015年3月8日閲覧。